# وادي شيص
يقع وادي شيص بالقرب من الساحل الشرقي لالإمارات العربية المتحدة ويضم قرية شيص. يقع على بعد 17 كم من مدينة خورفكان، و95 كم من مدينة الشارقة.

## موقع
تمتلك هذه المنطقة ميزة فريدة بوقوعها في مطوقة - أرض منفصلة جغرافياً عن الجزء الرئيسي ومحاطة بالكامل بأراض دولة أخرى- مما يعني انها تقع في بلدة تابعة لإمارة الشارقة داخل مطوقة تابعة لسلطنة عُمان. وبالتالي تعد هذه البقعة الطبيعية الخفية وتضاريس جبال الحجر المحاطة بها، منطقة ذات جمال طبيعي. ويقصدها عشاق التخييم ومحبو دروب الصحراء الوعرة.
أصبح الآن من السهل الوصول إلى المنطقة عبر طريق خورفكان الجديد 142.

## مميزات
تتميز شيص بمعالمها الطبيعية الخلابة، و اعتدال مناخها على مدار العام مقارنةً مع مناخ الإمارات الأخرى،
إذ يعد الوادي وتضاريس جبل الحجر المحيطة به منطقة ذات جمال طبيعي، تتميز بمساراتها الجبلية الضيقة والتكوينات الصخرية البارزة ، والقرى الصغيرة، والأراضي الزراعية ومزارع النخيل.
تعتبر المنطقة محمية طبيعية، تسعى للحفاظ على المياه العذبة التي تمر في داخلها، التي تنبع من الآبار الطبيعية وتسير عبر القنوات الحجرية.

## سياحة
تضم المنطقة العديد من المرافق الترفيهية، ومن بينها منطقة آمنة مخصصة للعب الأطفال، ومناطق مخصصة للشواء، وأماكن ظليلة بها مقاعد حجرية للجلوس والاسترخاء، ومسرحًا لإقامة الحفلات الخارجية، ومقهى للوجبات والمشروبات، وغيرها من الأماكن الترفيهية، تتمتع المنطقة بتنوع هائل على صعيد الحياة البرية ، وقد يصادف المتنزهون بعض الحيوانات والنباتات البرية المحلية أثناء جولتهم الجبلية نتيجة لقرب مصادر المياه العذبة من المنطقة.

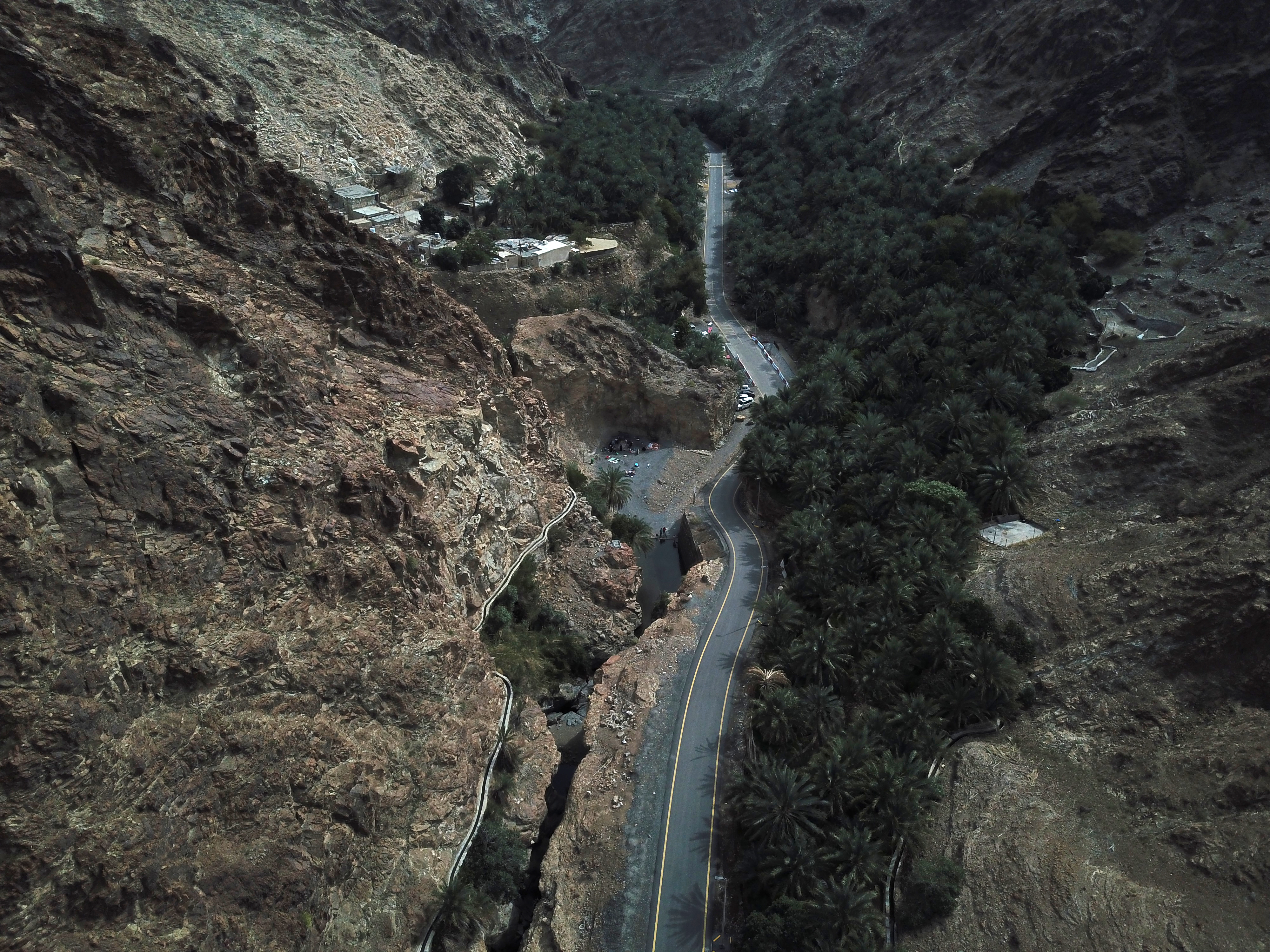
منظر أسفل وادي شيص باتجاه قرية شيص من طريق الشارقة - خورفكان السريع.